# Premios MTV Miaw
Los Premios MTV Miaw (anteriormente MTV Millennial Awards) son una premiación realizada por el canal de televisión MTV (Latinoamérica) que premiaban lo mejor de la música, redes sociales y entretenimiento de la Generación Z.
La primera edición de estos Premios se llevó a cabo en 2013 en la Ciudad de México y fue el público quien pudo decidir a través de Internet la lista de nominados. Posteriormente, los ganadores de cada categoría.
El 7 de febrero de 2025, Paramount Global (dueña de MTV Latinoamérica) anunció mediante un memo interno la suspensión indefinida de los Premios MTV MIAW debido a sus graves problemas financieros dando fin a 12 años de entregas de premios.

## Antecedentes
Antes de existir la ceremonia, MTV Latinoamérica entre los años 2002 y 2009 tenía una entrega llamada Los Premios MTV Latinoamérica, que en el año 2006, cambió el nombre a Los Premios MTV. En 2010, el director de MTV, Eduardo Lebrija para "El Universal", dijo que ese año no se entregarían debido a que MTV World Stage se realizaría por primera vez en México, realizándose desde el año 2010 a 2012 en Monterrey. De esta forma, para finalmente en el año 2013 crear y celebrar la primera entrega de los MTV Millennial Awards, emitiéndose a través de Internet en su página web el 16 de julio y la transmisión por televisión fue el domingo 28 de julio del mismo año a través de MTV.
En un inicio, la ceremonia no tenía un objetivo claro, ya que no veían un futuro en esta, puesto que no se le daba un gran presupuesto como su premiación antecesora, hasta que en el año 2016, la ceremonia tuvo un cambio, incluyó más categorías musicales, tuvo más presentaciones en vivo, un mejor presupuesto e incluyó Premios especiales, consolidando a MTV MIAW como el evento principal del canal MTV. Tanto así que en el año 2018, la señal de MTV (Brasil) decidió hacer la versión brasileña de esos, con los MTV MIAW (Brasil).
El galardón es un gato rosa fosforescente, con gafas y levantando su pata derecha para lucir el logo del canal, tiene una base de metal, su significado hace al gato como la simbolización del contenido en Internet y la viralización.El Premio especial para el             "Agente de Cambio" es de color blanco. Cada año y por tradición, los conductores de la ceremonia son un cantante o actor y un influenciador, a excepción de la ceremonia del año 2014.

## Lista de ceremonias
| Año  | Lugar                                  | Ciudad Anfitriona                      | Presentadores                                 | Ref.                                   |
| ---- | -------------------------------------- | -------------------------------------- | --------------------------------------------- | -------------------------------------- |
| 2013 | Foro Corona                            | Ciudad de México                       | Werevertumorro y Karla Souza                  | [ 5 ]                                  |
| 2014 | World Trade Center                     | Ciudad de México                       | Eiza González                                 | [ 6 ]                                  |
| 2015 | World Trade Center                     | Ciudad de México                       | Tessa Ía y Mauricio "El Diablito" Barrientos. | [ 7 ]                                  |
| 2016 | World Trade Center                     | Ciudad de México                       | Maluma y Yosstop                              | [ 8 ]                                  |
| 2017 | Palacio de los Deportes                | Ciudad de México                       | Juanpa Zurita y Lele Pons                     | [ 9 ]                                  |
| 2018 | Arena Ciudad de México                 | Ciudad de México                       | Mon Laferte y La Divaza                       | [ 10 ]                                 |
| 2019 | Palacio de los Deportes                | Ciudad de México                       | Calle & Poché y Luis Gerardo Méndez           | [ 11 ]                                 |
| 2020 | Cancelados por la Pandemia de COVID-19 | Cancelados por la Pandemia de COVID-19 | Cancelados por la Pandemia de COVID-19        | Cancelados por la Pandemia de COVID-19 |
| 2021 | Quarry Studios                         | Ciudad de México                       | Kali Uchis y Kenia Os                         | [ 12 ]                                 |
| 2022 | World Trade Center                     | Ciudad de México                       | Becky G y Jimena Jiménez                      | [ 13 ]                                 |
| 2023 | World Trade Center                     | Ciudad de México                       | Guaynaa y Domelipa                            | [ 14 ]                                 |
| 2024 | World Trade Center                     | Ciudad de México                       | Young Miko y Ricky Limón                      | [ 15 ]                                 |

## Categorías

### Música
- Artista del Año.
- Video del Año.
- Hit del Año.
- Mejor Artista México: Mejor acto mexicano.
- Mejor Artista Central: Mejor acto colombiano.
- Mejor Artista Argentina: Mejor acto argentino.
- Explosión K-pop: Mejor acto coreano.
- Artista Viral.
- Music Ship del Año (Mejor Colaboración).
- Artista Revelación (Mejor Artista Nuevo).

### Digital
- Icono MIAW: Creador.
- Realizador de directos del Año.
- Creador del año.
- Creador Global.
- Ridículo del Año.
- Amo del podcast: Podcast del año.
- Bomba Viral: Fenómeno viral redes sociales.
- Celebrity Crush.
- Bichota del año: Mujer influenciadora del año.
- Comedia todo terreno: Mejor Comediante Digital.

### Entretenimiento
- Pareja en llamas: Pareja del año.
- Killer Serie: Serie del año.
- Reality del año.
- Fandom: Mejor base de fans.

### Premios Especiales
Agente de Cambio: Reconoce méritos a cualquier músico, influenciador o actor hacía el activismo y causas benéficas. Su distinción es que el Premio es de color blanco. Lo han ganado el cantante colombiano J Balvin, la cantante estadounidense Lady Gaga, el influenciador mexicano Juanpa Zurita y la cantante mexicana Ximena Sariñana.
Transforma MIAW: Es una versión del gato blanco entregado únicamente a activistas de movimientos LGBT y movimientos feministas. Fueron entregados a la activista guatemalteca Sara Curruchich y a la activista trans Jessica Marjane.

## Premios por países
| País           | 2013 | 2014 | 2015 | 2016 | 2017 | 2018 | 2019 | 2021 | 2022 | 2023 | Total |
| -------------- | ---- | ---- | ---- | ---- | ---- | ---- | ---- | ---- | ---- | ---- | ----- |
| Alemania       | -    | -    | -    | -    | -    | -    | -    | -    | 1    | -    | 1     |
| Argentina      | -    | 2    | 4    | 2    | 4    | 3    | 3    | 2    | 1    | 3    | 24    |
| Barbados       | -    | -    | -    | 1    | -    | -    | -    | -    | -    | -    | 1     |
| Bolivia        | -    | -    | -    | -    | -    | -    | -    | -    | 1    | -    | 1     |
| Brasil         | -    | -    | -    | -    | -    | 2    | -    | -    | 1    | -    | 3     |
| Chile          | -    | 1    | -    | 3    | 1    | -    | 1    | 1    | 2    | 2    | 11    |
| Colombia       | -    | 2    | 3    | 4    | 6    | 9    | 3    | 4    | 4    | 3    | 38    |
| Corea del Sur  | 1    | -    | -    | -    | -    | 2    | 2    | 1    | 1    | 2    | 9     |
| Cuba           | -    | -    | -    | -    | 1    | 1    | -    | -    | 1    | -    | 3     |
| Ecuador        | -    | -    | -    | -    | -    | -    | 1    | -    | 1    | -    | 2     |
| España         | -    | -    | -    | -    | -    | -    | 2    | 3    | 2    | -    | 7     |
| Estados Unidos | 3    | 4    | 3    | 2    | 4    | -    | 1    | 4    | 5    | 1    | 27    |
| Guatemala      | -    | -    | -    | -    | -    | -    | -    | 1    | -    | -    | 1     |
| México         | 4    | 6    | 9    | 9    | 8    | 6    | 15   | 15   | 16   | 17   | 105   |
| Perú           | -    | -    | -    | -    | -    | 3    | -    | -    | -    | -    | 3     |
| Portugal       | -    | -    | -    | -    | -    | -    | -    | -    | 1    | -    | 1     |
| Puerto Rico    | -    | -    | -    | -    | -    | 1    | 1    | 4    | 1    | -    | 7     |
| Reino Unido    | 1    | 1    | -    | -    | -    | -    | -    | 1    | 1    | -    | 4     |
| Venezuela      | -    | -    | -    | -    | -    | 3    | -    | 1    | -    | 2    | 6     |

### Récords
- México es el país con más Premios obtenidos, con 105 gatos en total, después Colombia con 38 gatos, seguido de Estados Unidos con 27 gatos y Argentina con 24 gatos.
- La persona con más Premios es la argentina Lali, con 7 Premios MTV.
- El influenciador con más Premios es el mexicano Juanpa Zurita con 6 Premios MTV.
- Reino Unido, Portugal, España y Alemania son los únicos países Europeos en ganar estatuillas.
- Corea del Sur es el único país asiático en tener Premios.